# Laèlia
Laèlia (en llatí: Laelia, en grec antic: Λαιλία) probablement l'actual Aracena o Berrocal, va ser una ciutat dels turdetans a l'oest de la Bètica, propera a Itàlica. En parla Claudi Ptolemeu.
Va ser una ciutat independent i després aliada de Roma. Va emetre moneda durant el seu període independent i després en el període romà, on es veu un cavaller cavalcant ràpidament amb les seves armes, amb espigues, branques i palmeres.